# Al-Hajj
Al-Hajj "A Peregrinação, a Hajj" (em árabe:  سورة الحج) é a vigésima segunda sura do Alcorão com 78 ayat.